# Amlwch

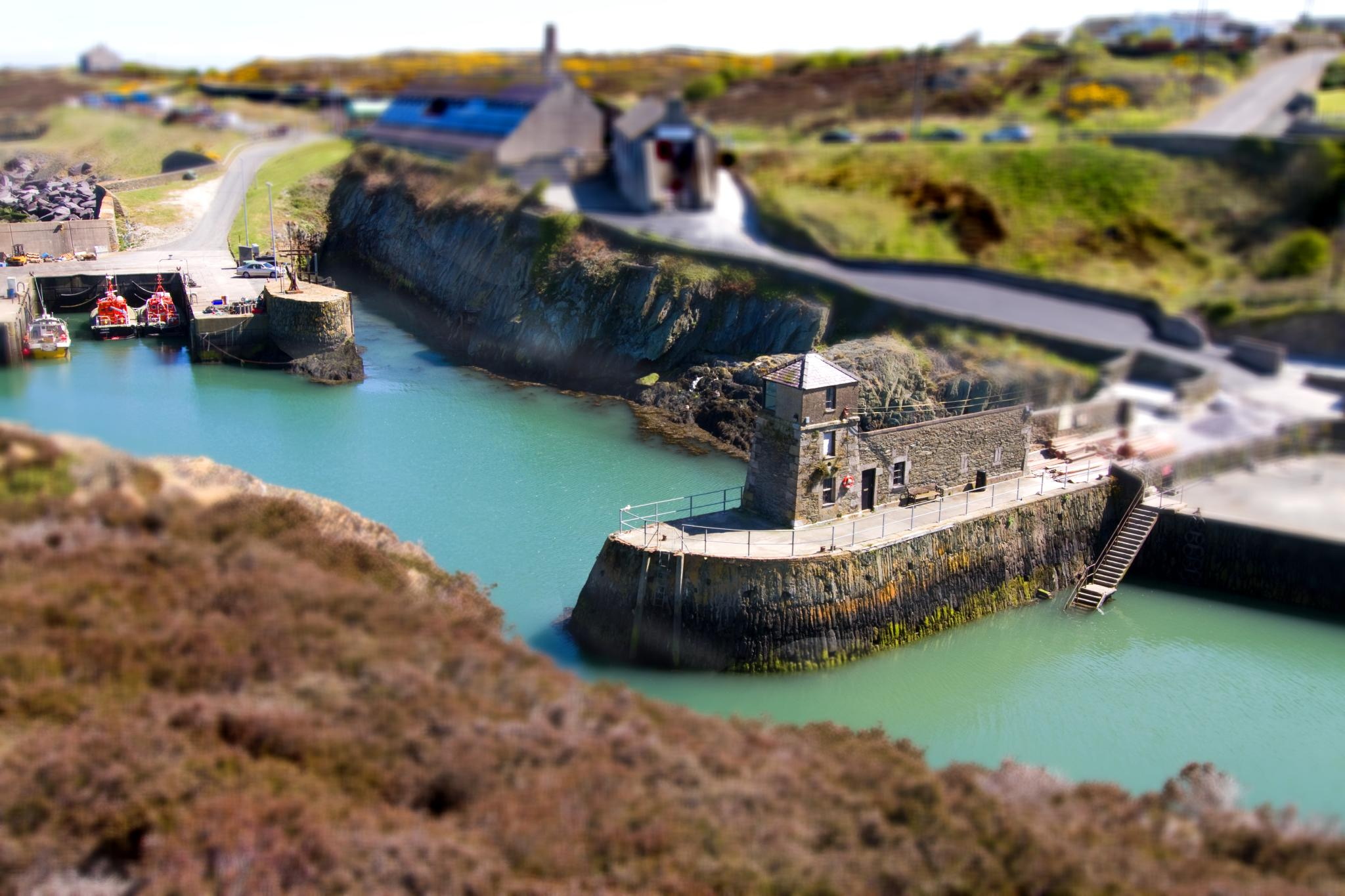
Il faro di Amlwch

Amlwch (pron.: [ˈamlʊχ]; 2.600 ab. ca.) è un villaggio dell'isola (e contea) gallese di Anglesey (Galles nord-occidentale), affacciato sul Mare d'Irlanda  e situato ai piedi della Parys Mountain.
Un tempo era un importante centro minerario: nel XVIII e XIX secolo ospitava la più grande miniera a cielo aperto per l'estrazione del rame del mondo.

## Etimologia
L'origine del toponimo Amlwch è incerta.
Una prima ipotesi lo fa derivare dal termine composto aml-llwch, che significa "posto polveroso". Seconda un'altra ipotesi, sarebbe invece formato dai termini am, "circolare", e llwch, "lago".

## Geografia fisica

### Collocazione
Amlwch si trova nell'estremità orientale della costa settentrionale di Anglesey tra le località di Cemaes e Moelfre (rispettivamente ad est della prima e a nord-ovest della seconda), a circa 20 km a nord di Llangefni.

### Suddivisione amministrativa della community di Amlwch
- Amlwch
- Amlwch Port[7]

## Società

### Evoluzione demografica
Al censimento dell'aprile 2001, la community di Amlwch contava una popolazione pari a 2.628 abitanti, di cui 1.362 erano donne e 1.266 erano uomini.

## Storia
L'industria mineraria per l'estrazione del rame in loco risale probabilmente già all'epoca romana.
L'industria mineraria raggiunse il suo apice tra il XVIII e il XIX secolo: intorno al 1800 vi erano impegnato circa 2.000 minatori.
Intorno al XVIII secolo si sviluppò anche l'attività portuale del villaggio: si hanno infatti notizie di viaggi per mare da e per Beaumaris sin dal 1730.
Conseguentemente, si sviluppò anche l'attività della costruzione delle navi.

## Edifici e luoghi d'interesse

### Faro di Amlwch
Tra gli edifici d'interesse di Amlwch, figura il faro di Amlwch, risalente al 1853.

## Sport
La squadra di calcio locale è l'Amlwch Town Football Club.